# System bankowy w Rumunii
System bankowy w Rumunii – funkcję banku centralnego pełni Banca Națională a României (założony w 1880, z siedzibą w Bukareszcie, 19 oddziałów).
Największe banki komercyjne to: Banca Agricolă SA (założony w 1968, z siedzibą w Bukareszcie, 180 oddziałów, w roku 2001 częściowo sprywatyzowany, 57% udziałów posiada państwo); Banca Comercială Română SA (założony w 1990, z siedzibą w Bukareszcie, 270 oddziałów, 70% udziałów posiada państwo); Banca Română pentru Dezvoltare SA (założony w 1990, z siedzibą w Bukareszcie, 191 oddziałów, w roku 1999 sprywatyzowany); Alpha Bank România SA (założony w 1994, z siedzibą w Bukareszcie); Deutsche Bank, który do Rumunii wszedł w roku 1998.